# Česko-slovinské literární styky
Česko-slovinské literární styky jsou jednou z oblastí vzájemných kulturních vztahů mezi českým a slovinským národem, která je orientována na literaturu. Tyto styky mají několik století starou tradici a také v poslední době jsou více než uspokojivé.

## Společná historická fakta a počátek česko-slovinských vztahů
Český král Přemysl Otakar II. získal sňatkem s Markétou Babenberskou Horní a Dolní Rakousy a také Štýrsko (Štajerska). Roku 1270 přechodně připojil ještě Korutany (Koroška) a Kraňsko (Kranjska). Roku 1276 byl Otakar donucen vzdát se svých území ve prospěch Rudolfa Habsburského.
Celjská hrabata, rod německého původu, kterému se podařilo sjednotit převážnou část prostoru, kde se dnes nachází Slovinsko, měla také své vazby na Země Koruny české. Barbora, dcera celjského hraběte Heřmana, si vzala Zikmunda Lucemburského, který byl český král, a tím se stala českou královnou.
Za vlády Karla IV., českého krále, římského císaře, zahrnovala Svatá říše římská i území Kraňska. Od roku 1526 s krátkou výjimkou v období napoleonských válek žili Češi a Slovinci společně v Habsburské monarchii. Zejména v průběhu 19. a 20. století hospodářsky a kulturně zaostalejší Slovinci využívali české kulturní i politické pomoci a podpory.

## Literární spolupráce Čechů a Slovinců
Český vliv na jugoslávskou literaturu byl značně větší než v opačném případě. Literární kritik a překladatel Božidar Borko se k tomuto tématu vyjádřil: „Tato zvláštní sympatie k českému slovesnému, hudebnímu a výtvarnému umění se rozvinula do tak výrazné podoby patrně také pro nepochybnou příbuznost slovinského a českého národního typu: oba se vyznačují středoevropskou variantou racionálně realistického vztahu k životu a jeho problémů, zabarvenou výrazně slovanskou emocionalitou.“ Literární spolupráce zejména zahrnuje překlady českých děl do slovinštiny a slovinských děl do češtiny, vyšlých knižně, časopisně nebo v novinách, různé články a zprávy o literárním životě Čechů a Slovinců.

## Od prvních styků

### 15. a 16. století
Můžeme říci, že první literární styk proběhl v 15. století, kdy vznikl tzv. Stičský rukopis (sln. Stiški rokopis), kde na jeho napsaní spolupracovali dva Češi. Přibližně v té době vznikl tzv. Žický rukopis (sln. Žički rokopis), který byl napsán ve staré češtině a byl doplněn notami. Vznikl na slovinském území, blízko města Slovenske Konjice. Primož Trubar figuruje u česko-slovinských stycích. Roku 1562 poslal jedno vydání slovinské a srbochorvatské knihy biskupovi J. Černému do Čech. Protestanti převzali několik českých melodií do svých popěvků, písní. Trubar používal některé české zdroje při psaní. Také další protestantští spisovatelé, např. S. Krelj, J. Dalmatin, A. Bohorič. H. Megiser přejal ze slovníku několik českých slov. V té době působil v Čechách J. Gallus. V Praze vyšla většina jeho obsáhlého opusu. Některé texty pravděpodobně napsali jeho čeští přátelé.

### Období národního obrození
Od druhé poloviny 18. století byly hvězdy nakloněny česko-slovinských stykům. Marko Pohlin se ve své gramatice také opřel o české zdroje a přejal několik čechismů do svého slovníku r. 1781, ovšem většina slov se nezačala používat. Velký význam pro národní obrození byly styky slovinských vzdělanců se zakladatelem slavistiky a hlavní osobností českého národního obrození na konci 18. století a v prvních desetiletích 19. století Josefem Dobrovským. V časopise Slavín Dobrovský pochválil dílo Trubara a Zoise. Díky zásluze Kopitara měl vliv na slovinské jazykovědce toho času. P. Dajnko částečně podle mluvnice Dobrovského napsal svoji mluvnici Lehrbuch der windischen Sprache (r. 1822). Z názvu mluvnice F. Metelka Lehrgebäude der slowenischen Sprache im Königreiche Illyrien und in den benachbarten Provinzenje je již zřejmé, že přihlížel k mluvnici české.
Po Dobrovském byl pro Slovince významný také Pavel Josef Šafařík. Hlavní představitel české obrozenecké slavistiky ve svém čase a F. L. Čelakovský, který byl jeden z nejvýznamnějších básníků českého národního obrození. Šafařík spolupracoval s M. Čopem, který mu zaslal materiál o jihoslovanských jazycích pro jeho knihu Dějiny slovanské řeči a literatury podle všech nářečí. Jarnik mu dodal materiál pro jeho knihu Slovanský národopis a Slovanský zeměvid (r. 1842). Šafařík také psal o Rezijských a Benátských Slovincích. Čelakovský ve 20. letech 19. století zahrnul do své sbírky slovanských lidových písní v překladu také několik slovinských. Získal je od Kopitara, kterému je zaslal Ž. Zois. Čelakovský byl kritik Prešerna a překládal jeho díla. Díky jeho významné pozitivní kritice, byl Prešeren poprvé veřejně oceněn. Čop tuto kritiku zveřejnil ve svých novinách Illyrisches Blatt. Prešeren poslal Čelakovskému druhé číslo Kraňské včelky (sln. Kranjska čbelica) r. 1833, potom Gazel (sln. Gazele) a Sonetní věnec (Sonetni venec) a po vydání Křtu na Savici (Krst pri Savici), r. 1836 4 výtisky básně s prosbou, aby předal jeden výtisk K. H. Máchovi, se kterým se před rokem seznámil v Lublani. Že se Čelakovský zajímal také o slovinskou literaturu svědčí překlady Prešernových epigramů v časopise Česká včela a také otiskl 10 lidových písní. Také Češi přejali několik slovinských slov, hlavně z botanické a zoo terminologie. Jarnik v knížce sln. Zber lepih ukov za slovensko mladino r. 1814 přeložil 13 básní z českého vydání Ezopa a 100 českých pořekadel. První básnické překlady M. Kastelice byly otisknuty v Kraňské včelce roku 1833. Slovinec Gašper Rojko byl r. 1872 – 1819 rektor pražské univerzity a profesor staré církevní slovanštiny. Zajímal se také o Husa.

### Od 1848-1918
Do první světové války česko-slovinské styky zažily renesanci. V těchto letech vycházely informativní články v časopisech, hlavně ve Slovinské včelce o moderní české literatuře, o Dobrovském, Čelakovském, V. Hankovi a Šafaříkovi. V č. Lublaňský občasník (Ljubljaski časnik) vyšly dvě hry J. N. Štěpánka. Slovinci získali několik úlomků z Královéhradeckého rukopisu, roku 1855 vyšel celý v překladu F. Levstika, který v tu dobu pobýval v Olomouci. Tento překlad je první samostatné knižní vydání českého díla ve slovinštině. Pražský tisk přinášel od roku 1848 příspěvky o Slovincích, které bral z Bleiweisových Novic, otiskoval kratší překlady např. J. Trdiny, D. Trstenjaka, lidové písně a pohádky, přinášel informace o Levstikových Básníh (Pesme) a upozornil na Miklošiče, když otiskl jeho životopis.
Národní buditel Matija Majar – Ziljski měl styky s B. Němcovou. Na slovinských prknech, která znamenají svět, se objevila první díla českých autorů (Štěpánek, Václav Kliment Klicpera). Po pádu Bachova absolutizmu se česko-slovinské vztahy opět bohatě rozvily. V čítárnách se začaly hrát české hry. Také se začal rozvíjet slovinský Sokol, který si vzal příklad z Sokola českého.

### Od 1918, Praha centrum slavistiky
Pro slovinské studenty se stala Praha v šedesátých letech 19. století se svým slovanským významem středisko vysokoškolského vzdělání. V Praze studovali čtyři Slovinci, kteří se zasloužili o česko-slovinské styky. Byli to F. Gerbič, F. Mar, F. Rebec a J. Stare. Gerbič, který dokončil pražskou konzervatoř, se stal tenoristou v pražském Dočasném divadle (dnes Národní divadlo). Později uvedl několik českých oper na lublaňských pódiích. V Praze se spřátelil s Nerudou, který ho také navštívil v Cerknici. Marn napsal první slovinskou mluvnici pro Čechy. Rebec a Stare informovali ve slovinském tisku o dění v Česku, také překládali česká díla. Pro Čechy, kteří se chtěli naučit slovinsky kromě mluvnice mohla posloužit učebnice slovinštiny J. Skrbniška. Vyšla 1912, 1922.

## Konkrétní překlady
O českou poezii nebyl u Slovinců zájem. Bylo přeloženo jen několik básní. Přeložen byl román ve verších F. S. Machara Magdalena a satirický Křest sv. Vladimíra K. H. Borovského. V roce 1911 dostali Slovinci překlad Máje od K. H. Máchy. První překlad slovinské knihy byl Jurčičův-Levstikův Tugomer roku 1882. Byl přeložen Fr. Penížkem. Pět let po českém vydání Prešerna vyšel první překlad Gregorčičevých básní (V. Pakosta, r. 1887). Jeho básně se objevovaly v českých časopisech do roku 1909. Roku 1918 vyšla o básníkovi rozsáhlá studie, kterou napsal D. Stříbrný. Odkrytí Prešernova pomníku v Lublani roku 1905 se zúčastnila česká delegace, ve které byla přítomna Gabriela Preissová, autorka Korutanských povídek (sln.Koroške povesti). Odkrytí se zúčastnil také Jaroslav Vrchlický, který pro tuto příležitost zbásnil sonet Prešernovi (Prešernu). Přátelil s A. Aškercem. Hlavní roli v té době hrál časopis Slovanský přehled, který začal vycházet roku 1898 v Praze a hlavně v prvním desetiletí přinášel překlady básní slovinských básníků. Výjimečnou pozornost věnoval také událostem ve Slovinsku nejen z literárního hlediska. V tomto století bylo nejvíce z češtiny do slovinštiny přeloženo děl s historickou tematikou. Např. Alois Jirásek, Karolina Světlá, Karel Václav Rais a další). Do češtiny byla přeložena díla od Jurčiče, Tavčara, Kersnika, Govekara. Po roce 1900 se překládali hlavně díla I. Šorleho a próza Z. Kveder-Jelovškové. 1900-1906 žila v Praze. Češi hlavně překládali Cankara. Toho nejvíce a nejlépe překládal B. Vybíral. Dále překládala G. Preissová, A.Řeháková.

## Divadelní scéna od šedesátých let 19. století
Slovinská divadla otevřela českým hrám dveře dokořán. Nejdříve se hrály veselohry a burlesky, např. od F. F. Šamberka, V. Štecha, K. Sabiny, J. Nerudy, J. J. Stankovského, G. Pfleger – Moravského, J. Kolara, J. Štolby, Vávry, E. Bozděcha). Sedmdesátá léta patřila J. K. Tylovi, L. Stroupežnickému, Č. Jeřábkovi, bratrům Mrštíkům a dalším. Veliké množství českých herců hrálo ve slovinských divadlech. Např. F. Bohuslav, R. Nosková, R. Deyl. Po odchodu I. Borštnika do Záhřebu roku 1894 vedli slovinské divadlo čeští režiséři, hlavně R. Innemann, A. Dobrovolný a V. Táborský. Většinu slovinského repertoáru odehráli Češi. Zkušenosti českých režisérů obohatili repertoár lublaňského divadla. Seznámili Slovince nejen s moderní českou dramatikou (J. Vrchlický, F. A. Šubert, A. Jirásek, J. Kvapil, G. Preissová a další), ale také se postarali o mnoho premiér soudobých evropských děl a také o premiéru Shakespeara, který se začal hrát roku 1896. Důležitou roli měl velký počet českých herců, kteří se účastnili křestních představení Cankarových dramat. V dramatu Jakob Rudi (sln. Jakob Rudi) hrál ještě Innemann, v Královi na Betajnové (sln. Kralj na Betajnovi) hrál Lier. Táborský připravil první křestní premiéru komedie Pro blaho národa (sln. Za narodov Blagor), kde hrál i se s svojí ženou. Cankar byl spokojený s tím, jak Češi ztvárňují jeho dramata a sám navrhoval pro Čechy nové role. Český odborník F. Wollman tvrdí, že bez Čechů by se slovinské divadlo Cankarové doby neobešlo.
Kromě Tugomera, který se ani do divadel nedostal, Slovinci Čechům moc nenabídli. Hráli v Národním divadle jednoaktovku A. Funtka Za hčer (č. Pro dceru). Později další česká divadla hrála jiné hry Z. Kveder – Jelovškové a A. Aškerce. Dále hry F. S. Finžgara a I. Cankara.
Pro studium slovinštiny vyšly dvě knihy. První je Základy slovinštiny (1971) J. Petra a Učebnice slovinštiny r.1976 Albiny Lipovec a J. Petra. Oton Berkopec vychoval několik překladatelů. Velice důležití v té době byl i B. Vybíral, který byl vedoucí knihovny v Olomouci. Přeložil 25 pečlivě vybraných slovinských děl. Dále překládali R. Habřina, V. Měrka, J. K. Strakatý byl publicista, novinář a překladatel. Viktor Kudělka a František Benhart působili jako literární historikové. Česko-slovinské politické, hospodářské a kulturní styky do roku 1918 zpracovává kniha Češi a Jihoslované v minulosti (1975).

### T. G. Masaryka Slovinci
Na slovinské studenty a slovinskou inteligenci měl vliv hlavně v prvním desetiletí 20. století. Slovinští studenti založili stranu, tzv. masarykovci. Jejich náplní bylo řešení sociální otázky. Druhá skupina byla tzv. slovinští národní radikálové, kteří podporovali Masarykovu ideu "drobné práce". T. G. Masaryk se stal čestným doktorem lublaňské univerzity. Jeho díla byla překládána do slovinštiny. Např. Hovory s T. G. Masarykem, které napsal Karel Čapek přeložil J. Orožen. S českou minulostí seznámili Slovince J. V. Šimánek a J. Pešek v knize Historie československého národa (sln. Zgodovina čehoslovaškega naroda).

## Meziválečné období
Mezi válkami v Praze vycházel časopis Československá-jihoslovanská revue. Společný časopis, kde se psalo i o kultuře. Rubriku jihoslovanské literatury vedl 1936-1939 O. Berkopec. Poslední číslo Lublaňského zvonu (Ljubljanski zvon) byl věnovaný české kultuře. Roku 1939 bylo jedno číslo věnované české kultuře také v časopise Obzorje. Po první světové válce vyšly tři překlady Bezruče, S. Machara a Česká antologie. R. 1939 vyšlo bohatě ilustrované vydání Máje od K. H. Máchy, 1972 výběr Holanových básní Noc s Hamletem (Noč s Hamletom), 1974 výběr básní Jana Nerudy, 1983 výběr básní J. Wolkera a 1985 výběr básní a prózy J. Seiferta.

### Poezie
V češtině v té době vyšlo více antologí a jihoslovanské poezie. Vyšla také antologie s názvem Bratrská poezie, což je výběr z Cankara, D. Ketteho a A. Gradnika. Dále výběr básní S. Gregorčiče, knížečka slovinských romancí a balad a antologie moderní slovinské poezie Hvězdy nad Triglavem a poezie střední generace Nové hvězdy nad Triglavem a výběry z děl Župančiče,Kosovela, Makarovičové, Prešerna. Slovinskou poezii otiskoval i č. Slovanský přehled. V té době překládali slovinskou poezii hlavně Babler, Berkopec, Benhart, Borecký, Čarek, Hádek, Hásková, Hiršal, Josef Hora a další. Vznikla sbírka Pod Triglavem, které vyšla 1931 v Brně.

### Próza
Česká próza se také překládala. K. Čapek byl u Slovinců nejdříve známý jako dramatik a až po smrti se stal nejvíce překládaný český spisovatel do slovinštiny. Podobně na tom byla také Marie Majerová a Ivan Olbracht. Švejk J. Haška byl také přeložen několikrát. Byl dosti populární. Z českých prozaiků byli dále nejvíce překládáni Milan Kundera, L. Aškenazy, K. Houba, Josef Škvorecký, Helena Šmahelová. Vyšla také antologie současné krátké prózy Čas nespečnosti, r. 1967.
Češi se nejvíce zajímali o Cankara. Celkově vyšlo 23 knih, bibliografie všech překladů čítá kolem 464 překladů. Potom byli nejvíce překládani F. X. Meško, Anton Ingolič, Prežihov Voranc, B. Jurec a další.

### Dramatika
Česká dramatická díla byla zastoupena v hojném počtu také mezi válkami. V lublaňské „Dramě“ byl představen F. Langer, Čapek, Olga Scheinpflugová, J. Hilbert a další. Mezi nejúspěšnější díla patřila Bílá nemoc K. Čapka (sln. Bela bolezen). Po 1945 se hrál stále Čapek, František Hrubín, Jan Otčenášek a K. Urbánek, V. Blažek, O. Daněk, Václav Havel, J. Hubač. Mezi válkami v Lublani hostovalo Národní divadlo a pražské Černé divadlo.
Po první světové válce na česká divadelní prkna přišla Veleja od Novačana a Heřman Celský (sln. Herman Celjski). Dále Cankar se hrál a jeho Pohoršení v dolině svatofloriánské (sln. Pohujšanje v dolini šentflorjanski) a B. Kreft a jeho Kreatury (sln. Kreature). Hrál se Lipah, I. Šorli. 1945 hráli Cankarovo Pro blaho národa (sln. Za narodov blagor) a dále se hrála hra M. Miheliče. Roku 1946 ND v Praze zahrálo hru M. Bora. V Lublani se o rozvoj loutkářství zasloužili Češi. V. Skružný, vedoucí a scénograf divadelní obrazárny v Lublani, založil r. 1922 v rámci lublaňských Čechů marionetní divadlo v Národním domě. Za nedlouho potom byla představení i ve slovinštině. České hry se staly součástí slovinské loutkářské dramaturgie.

## Současnost

### Pasivní období let 1949-1956
Došlo k přerušení všech vzájemných styků. V Československu nevyšlo v letech 1950-1952 žádné dílo z jugoslávské literatury, v letech 53-55 pouze jedno. V Jugoslávii se překládalo nerušeně dále. Nebyla ovšem přeložena žádná kniha, která vyšla po roce 1948, protože slovinští překladatelé neměli možnost si je opatřit.

### Od uvolnění vztahů 1957-1989
Do literárních styků přišla renesance až od poloviny 60. let. Opět si český čtenář mohl přečíst I. Cankara, P. Vorance, S. Kosovela, A. Ingoliče, B. Krefta a další. Nezapomnělo se ani na nejmenší čtenáře. Zde uveďme Elu Perociovou, Vida Pečjaka. Ve Slovinsku byli překládáni Jaroslav Seifert, Jaroslav Hašek, Milan Kundera, Josef Škvorecký a další.

### Období od roku 1990 do současnosti
Po pádu komunistického režimu u nás a po vyhlášení samostatného Slovinska v roce 1991 nastala nová éra styků. Jak literárních, politických, tak hospodářských. Mělo se na co navázat. Ne náhodou byla a je literární spolupráce mezi Čechy a Slovinci více zastoupená než s jinými ex-jugoslávskými národy. Hlavním překladatelem nejen tohoto období byl František Benhart. Překládá se Drago Jančar, Aleš Debeljak, Žarko Petan a další. Objevuje se nová překladatelská generace vystudovaných slovenistů. Sem bezpochyby patří mimo jiné Petr Mainuš, Libor Doležán a Aleš Kozár. Existuje občanské sdružení Porta Balkanica, které se zabývá jihoslovanskými národy. Odkaz uveden na konci.

## Několik základních přeložených děl ze slovinštiny do češtiny
- France Prešeren: Básně. Přel. Josef Penížek, 1882.
- Josip Jurčič – Fran Levstik: Tugomer. Přel. Josef Penížek, 1882.
- Antologie Hledači příběhů. /Iskalci zgodb/. Překlady čtyř slovinských prozaiků. Brno 2007. Přel. studenti a absolventi FF MU
- Bevk, France: Tonda. /Tonček/ Přel. Míla Mellanová a Oton Berkopec 1969
- Cankar, Ivan: Na příkrých cestách. /Na klancu/. Přel. Josef Tměj, 1906
- Debeljak, Aleš: Soumrak idolů. /Somrak idolov/, Přel. František Benhart 1996
- Finžgar, Fran Saleški: Pod svobodným sluncem. /Pod svobodnim soncem/. Přel. Rudolf Linhart 1928
- Gazvoda, Nejc. Veverkám nic neuteče. /Vevericam nič ne uide/. Přel. Alena Horáčková a Dagmar Sekotová 2007
- Govekar, Fran: Oh, ty ženy! /O te ženske! / Přel. J. Kofroň, 1910
- Gregorčič, Simon: Básně. Přel. Vojtěch Pakosta, 1887
- Ingolič, Anton: Vrátím se. /Kje ste, Lamutovi? /. Přel. František Benhart 1967
- Jančar, Drago. Polární záře. /Severni sij/. Praha 2009. Přeložil Libor Doležán
- Jančar, Drago: Velký brilantní valčík. /Veliki briljantni valček/ Přel. František Benhart 1988
- Jurčič, Josip: Desátý bratr. /Deseti brat/. Přel. Vojtěch Pakosta, 1886
- Kersnik, Janko: Květ noci svatojánské. /Ciklamen/. Přel. E. Pilná 1924
- Kette, Dragotin: Dětské pohádky. /Pravljice/. Přel. Vojtěch Měrka 1924
- Kosmač, Ciril: Tantadruj a tři blázni. /Tantadruj a tři blázni v mrazivé noci. -Balada o trubce a oblaku/ /Tantadruj. - Balada o trobenti in oblaku/ Přel. František Benhart 1970
- Kozak, Juš: Předměstí svatého Petra. /Šentpeter/. Přel. Jaroslav Závada 1947
- Kraigher, Lojz: Kontrolor Škrobar. /Kontrolor Škrobar/. Přel. Bohuš Vybíral 1928
- Kreft, Bratko: Celjská hrabata. /Celjski grofje/. Přel. Josip Borko a Otto Minařík 1935
- Kveder-Jelovšek, Zofka: Vesnické povídky. /Veške povesti/. Přel. Zdenka Hásková 1907
- Lah, Ivan Kajtimar: Zázrak. "Svatá" Johanka z Vodic. /Světa Johanca iz Vodic/. Přel. Karel Vondrášek 1914
- Lainšček, Feri: Halgato. /Namesto koga roža cveti/, Přel. Aleš Kozár 2005
- Levstik, Vladimir: Zákon kladiva. /Pravica kladiva/. Přel. Fr. Malík 1927
- Makarovič, Svetlana: Večerní beseda a jiné básně. /Výbor. / Přel. O. F. Babler 1977
- Meško, Fran Ksaver: Za tichých večerů. /Ob tich večerih/. Přel. Rudolf Linhart 1910
- Pregelj, Ivan: Plebanus Joannes. /Plebanus Joannes/. Přel. Bohuš Vybíral 1930
- Prešeren, France: Můj sen šel po hladině. /Delo Franceta Prešerna/ Přel. Viktor Kudělka 1978
- Skubic, Andrej: Fužinské blues. /Fužinski bluz/, Přel. Petr Mainuš 2004
- Svetina, Tone: Zúčtování. /Ukana III. / Přel. František Benhart 1977
- Šalamun, Tomaž: Stromořadí naděje. /výbor básní/ Přel. František Benhart 2003
- Šorli, Ivo: Nadčlovek. /Člověk in pol/. Přel. Karel Vondrášek 1912
- Tavčar, Ivan: Mezi horami a lidmi. /Med gorami in ljudmi/. Přel. Josef Paulík, 1902
- Župančič, Beno: Zvony před bouří. /Plat zvona/ Přel. František Benhart 1978
- Kol. autorů. Slovinské drama dnes. Větrné mlýny, Brno 2009. Přel. Libor Doležán, Petr Mainuš, Renata Mainušová, Zdeněk Rejda, Kamil Valšík